# Villers-sur-Port
Villers-sur-Port é uma comuna francesa na região administrativa de Borgonha-Franco-Condado, no departamento de Alto Sona. Estende-se por uma área de 10,25 km². Em 2010 a comuna tinha 209 habitantes (densidade: 20,4 hab./km²).